# Aleksandr Grídnev
Aleksandr Vasilevich Grídnev (en ruso: Александр Васильевич Гриднев; Maksimovka, Imperio ruso, 22 de marzojul./ 4 de abril de 1909greg. - Volgogrado, Rusia, 1995) fue un oficial militar soviético y as de la aviación que comandó el 586.º Regimiento de Aviación de Cazas, integrado principalmente por mujeres. Ocupó este puesto después de la destitución de su anterior comandante Tamara Kazárinova.

## Biografía

### Infancia y juventud
Aleksandr Grídnev nació el 4 de abril de 1909 en la pequeña localidad de Makimovka en la gobernación de Samara, en aquel entonces parte del Imperio ruso, en el seno de una familia rusa. Huérfano a la edad de doce años, fue enviado a trabajar en la fábrica de Issyk-Kul en 1923. Desde 1926 hasta que ingresó en el Ejército Rojo, en 1928, trabajó para el Komsomol. Después de servir brevemente en el Ejército Especial del Lejano Oriente, ingresó en el Instituto Pedagógico Industrial de Moscú en 1929, pero pronto regresó al ejército en 1931 y asistió a la Escuela de Pilotos de Aviación Militar de Stalingrado, donde pasó a servir como instructor de vuelo después de graduarse. A partir de 1939, fue destinado como subcomandante de escuadrón en una unidad de aviación de combate.

### Segunda Guerra Mundial
En enero de 1942, fue nombrado comandante del 82.º Regimiento de Aviación de Cazas de Defensa Aérea, con el cual entró en combate en el frente de guerra en mayo de ese mismo año, equipado, inicialmente, con el caza de febricación británica Hawker Hurricane. Sin embargo, no ocupó dicho puesto durante mucho tiempo, ya que fue arrestado por la NKVD por supuestamente poner en riego la vida de Lavrenti Beria; el 13 de agosto de 1942, a Gridnev y su tripulación se les asignó volar un vuelo de escolta para el avión de transporte Lisunov Li-2 que trasportaba a Beria, pero cuando estaban programados para despegar de Krasnovodsk, se produjo una fuerte tormenta de polvo que redujo considerablemente las condiciones de visibilidad. Gridnev y sus partidarios insistieron en que continuar con el vuelo de escolta como estaba planeado habría sido un suicidio para ambas partes debido al alto riesgo de colisión en el aire, y hacerlo violaba directamente la orden de Stalin que prohibía los vuelos en tales condiciones en el área. después de numerosos accidentes anteriores.
Sin embargo, fue arrestado por la NKVD, que afirmó (falsamente) que intentó despegar solo, en condiciones de poca visibilidad, con el único objetivo de derribar el Li-2 de Beria sin testigos para así poderse vengar de la ejecución del mariscal Mijaíl Tujachevski. Finalmente, después de prolongados interrogatorios, que implicaron torturas, y gracias al apoyo de otros aviadores que defendieron la decisión Aleksandr Grídnev de no despegar en las condiciones de escasa visibilidad provocas por la tormenta de polvo, fue liberado en octubre, aunque pocos generales estaban dispuestos a nombrarlo para un puesto de mando. Sin embargo, pudo volver a ser comandante de regimiento, ya que el 586.º Regimiento de Aviación de Cazas femenino necesitaba un comandante tras la destitución de Tamara Kazárinova y fue destinado al mando del regimiento el 27 de octubre de 1942.
Tras asumir su nuevo puesto como comandante del 586.º Regimiento de Aviación de Cazas, Grídnev se puso inmediatamente a reforzar la disciplina y mejorar el adiestramiento de las pilotos. Poco después estuvo en disposición de informar que el regimiento estaba listo para asumir la defensa aérea de la zona de Vorónezh. Para cubrir los puestos vacantes recurrió a nuevas aviadoras a las que entrenó para pilotar cazas, aunque también permitió el reclutamiento de pilotos masculinos lo que provocó que el 586.º Regimiento de Aviación de Cazas dejara de ser una unidad únicamente femenina para convertirse en una unidad mixta. Durante la guerra voló con la unidad en numerosas misiones de combate, anotandose al menos cinco derribos en solitario y cuatro compartidos, en el transcurso de 134 salidas de combate, pero no fue hasta abril de 1943 que obtuvo su primer derribo (un Ju 88). Luego obtuvo varias victorias aéreas más en el caza soviético Yakovlev Yak-1 cambiando, posteriormente, al más moderno Yakolev Yak-9.
| Fecha                                                                               | Avión derribado             | Lugar donde se estrelló el avión o batalla | Avión propio |
| ----------------------------------------------------------------------------------- | --------------------------- | ------------------------------------------ | ------------ |
| 19/04/1943                                                                          | Junkers Ju 88               | Ozerki (San Petersburgo)                   | Yak 1        |
| 14/06/1943                                                                          | Junkers Ju 88 (compartida)  | Kromy (Óblast de Oriol)                    | Yak 1        |
| 14/06/1943                                                                          | 3 Focke-Wulf Fw 190         | Kromy (Óblast de Oriol)                    | Yak 1        |
| 09/02/1944                                                                          | Junkers Ju 52 (compartida)  | Batalla de Korsun-Shevchenkivskyi          | Yak 9        |
| 09/02/1944                                                                          | Messerschmitt Bf 109        | Batalla de Korsun-Shevchenkivskyi          | Yak 9        |
| 11/02/1944                                                                          | Junkers Ju 52 (compartida)  | Batalla de Korsun-Shevchenkivskyi          | Yak 9        |
| 11/05/1944                                                                          | Heinkel He 177 (compartida) | Batalla de Lutsk-Brody-Rovno               | Yak 9        |
| Total de aviones derribadosː 5 + 4; salidasː 134; batallas aéreasː alrededor de 15. |                             |                                            |              |

### Posguerra
Poco después del final de la guerra, fue asignado al 39.º Regimiento de Aviación de Cazas de la Guardia en noviembre, pero se vio obligado a retirarse del ejército en agosto de 1946 por motivos de salud. De 1950 a 1952 trabajó en el ayuntamiento de Budennovsk y en 1956 se graduó en el Instituto Estatal Agrícola de Stalingrado, donde pasó a trabajar como profesor. Después de fundar la Escuela de Jóvenes Cosmonautas de Volgogrado en 1965, dirigió la institución durante más de 20 años, supervisando la graduación de más de 1500 estudiantes, muchos de los cuales continuaron sus carreras en el ejército y la aviación. Como hobby hizo fotografía y cine, produciendo varias películas amateur que ganaron diversos premios. Murió en Volgogrado en 1995.

## Condecoraciones
A lo largo de su carrera militar Aleksandr Grídnev recibió las siguientes condecoraciones
|  | Orden de la Bandera Roja, dos veces (3 de abril de 1943 y 14 de abril de 1944)   |
|  | Orden de la Estrella Roja                                                        |
|  | Orden de la Guerra Patria de 1.er grado (11 de marzo de 1985)                    |
|  | Medalla por la Victoria sobre Alemania en la Gran Guerra Patria 1941-1945 (1945) |
|  | Medalla por la Defensa del Cáucaso (1944)                                        |